# العلاقات البليزية الروسية
العلاقات البليزية الروسية هي العلاقات الثنائية التي تجمع بين بليز وروسيا.

## مقارنة بين البلدين
هذه مقارنة عامة ومرجعية للدولتين:
| وجه المقارنة                                              | بليز         | روسيا                                   |
| --------------------------------------------------------- | ------------ | --------------------------------------- |
| المساحة (كم2)                                             | 22.97 ألف    | 17.08 مليون                             |
| عدد السكان (نسمة)                                         | 374.68 ألف   | 146.80 مليون                            |
| الكثافة السكانية (ن./كم²)                                 | 16.31        | 8.59                                    |
| العاصمة                                                   | بلموبان      | موسكو                                   |
| اللغة الرسمية                                             | لغة إنجليزية | اللغة الروسية                           |
| العملة                                                    | دولار بليزي  | روبل روسي                               |
| الناتج المحلي الإجمالي (بليون دولار)                      | 1.84 مليار   | 1.58 تريليون                            |
| الناتج المحلي الإجمالي (تعادل القوة الشرائية) بليون دولار | 3.05 مليار   | 3.69 تريليون                            |
| الناتج المحلي الإجمالي الاسمي للفرد دولار أمريكي          | 4.88 ألف     | 9.09 ألف                                |
| الناتج المحلي الإجمالي للفرد دولار أمريكي                 | 8.42 ألف     |                                         |
| مؤشر التنمية البشرية                                      | 0.715        | 0.798                                   |
| رمز المكالمات الدولي                                      | +501         | +7                                      |
| رمز الإنترنت                                              | .bz          | .ru، .рф، .рус ‏، .su                    |
| المنطقة الزمنية                                           | 00           | Magadan Time ‏، ت ع م+02:00، ت ع م+12:00 |

## منظمات دولية مشتركة
يشترك البلدان في عضوية مجموعة من المنظمات الدولية، منها:
| علم المنظمة | اسم المنظمة                        | تاريخ انضمام بليز | تاريخ انضمام روسيا |
| ----------- | ---------------------------------- | ----------------- | ------------------ |
|             | مؤسسة التنمية الدولية              | 19 مارس 1982      | 16 يونيو 1992      |
|             | يونسكو                             | 10 مايو 1982      | 21 أبريل 1954      |
|             | مؤسسة التمويل الدولية              | 19 مارس 1982      | 12 أبريل 1993      |
|             | منظمة حظر الأسلحة الكيميائية       | ?                 | ?                  |
|             | الأمم المتحدة                      | 25 سبتمبر 1981    | 24 أكتوبر 1945     |
|             | الاتحاد الدولي للاتصالات           | 16 ديسمبر 1981    | 1866               |
|             | منظمة الشرطة الجنائية الدولية      | ?                 | 27 سبتمبر 1990     |
|             | البنك الدولي للإنشاء والتعمير      | 19 مارس 1982      | 16 يونيو 1992      |
|             | الاتحاد البريدي العالمي            | ?                 | ?                  |
|             | وكالة ضمان الاستثمار متعدد الأطراف | 29 يونيو 1992     | 29 ديسمبر 1992     |
|             | منظمة التجارة العالمية             | ?                 | 22 أغسطس 2012      |
|             | الفريق المعني برصد الأرض           | ?                 | ?                  |

## وصلات خارجية
- موقع وزارة الخارجية البليزية
- موقع وزارة الخارجية الروسية